# Rahmani
Rahmani (em árabe: الرحمانية, transl. ar-Rahmaniyyah) é uma das principais ordens (tariqa) sufismo do islã. A ordem é considerada por alguns como uma ordem "sóbria", célebre pelo seu dhikr (lembrança de Deus) silencioso, em contraste às formas mais vocais do dhikr comum em outras ordens.

## História
Esta tariqa (ordem religiosa do Sufismo) foi fundada por Cheikh Sidi M'Hamed Bouqobrine no final do século 18, ele teve dezenas de milhares de discípulos em todo o Magrebe e norte da África.

## Tariqa Alawiyya na Argélia
A Tariqa Rahmaniyya na Argélia tem sua sede na cidade de El Hamel, onde acontecem reuniões regulares. O treinamento teológico de murids e saliks ocorre diligentemente em retiros prescritos.